# Transporte e logística de Corumbá
A região de Corumbá (Mato Grosso do Sul) está localizada no extremo oeste do estado de Mato Grosso do Sul em uma região afastada dos grandes centros mais desenvolvidos e consumidores. Dispõe de um complexo sistema intermodal de transporte que inclui linha aérea, rodovias, Estrada de Ferro e o rio Paraguai que ligam a cidade ao resto do país. No município a interligação com Distritos, vilas, lugarejos, sítios e fazendas pode ser feito por estradas pavimentadas e não pavimentadas que permitem acesso durante todo o ano.
De acordo com a Fundação de Turismo de Corumbá, o fluxo anual de pessoas que vem à Corumbá é de 50.400 passageiros, tanto por via terrestre quanto por via aérea. Durante o carnaval de 2013 80% dos turistas que vão a cidade são de classe média e 20% de classe média alta. Os meios de transporte usados são carro próprio (50%), ônibus (45%) e avião (5%).

## Frota veicular
O sistema individual de transporte de Corumbá é uma opção de meio de transporte privado, pois atende apenas poucas pessoas, sendo caracterizado por veículos pequenos, como por exemplo automóveis. 
Segundo o Departamento Nacional de Trânsito (Denatran), em 2011 trafegavam um frota total de quase 30 mil veículos nas avenidas corumbaenses, sendo cerca de 14 mil automóveis e 9,5 mil motocicletas/motonetas. Na cidade de Corumbá totaliza cerca de 105 mil habitantes, o que dá uma proporção de 3,65 habitantes por veículo. A frota local cresceu mais de 100% a partir de 2000. O acesso fácil à aquisição de veículos é apontado como um fator que gerou o crescimento da frota em poucos anos. Comprar um carro ou uma moto hoje é muito fácil, além disso o transporte coletivo tem suas deficiências e optar por um veículo próprio é a saída mais frequente.
A frota municipal em 2013 era de 31 049 veículos, sendo 15 692 automóveis, 9 097 motocicletas, 2 596 caminhonetes, 850 caminhões, 546 camionetas, 208 ônibus, 1385 motonetas, 76 micro-ônibus, 94 veículos utilitários, 298 caminhões-trator e 5 trator mistos. Outros tipos de veículos incluíam 202 exemplares.

## Transporte rodoviário
Rodovias, ferrovias e hidrovias formam uma importante rede de transporte multimodal que liga a cidade a outras cidades e estados, além do exterior.

### Rodovias
BR-262

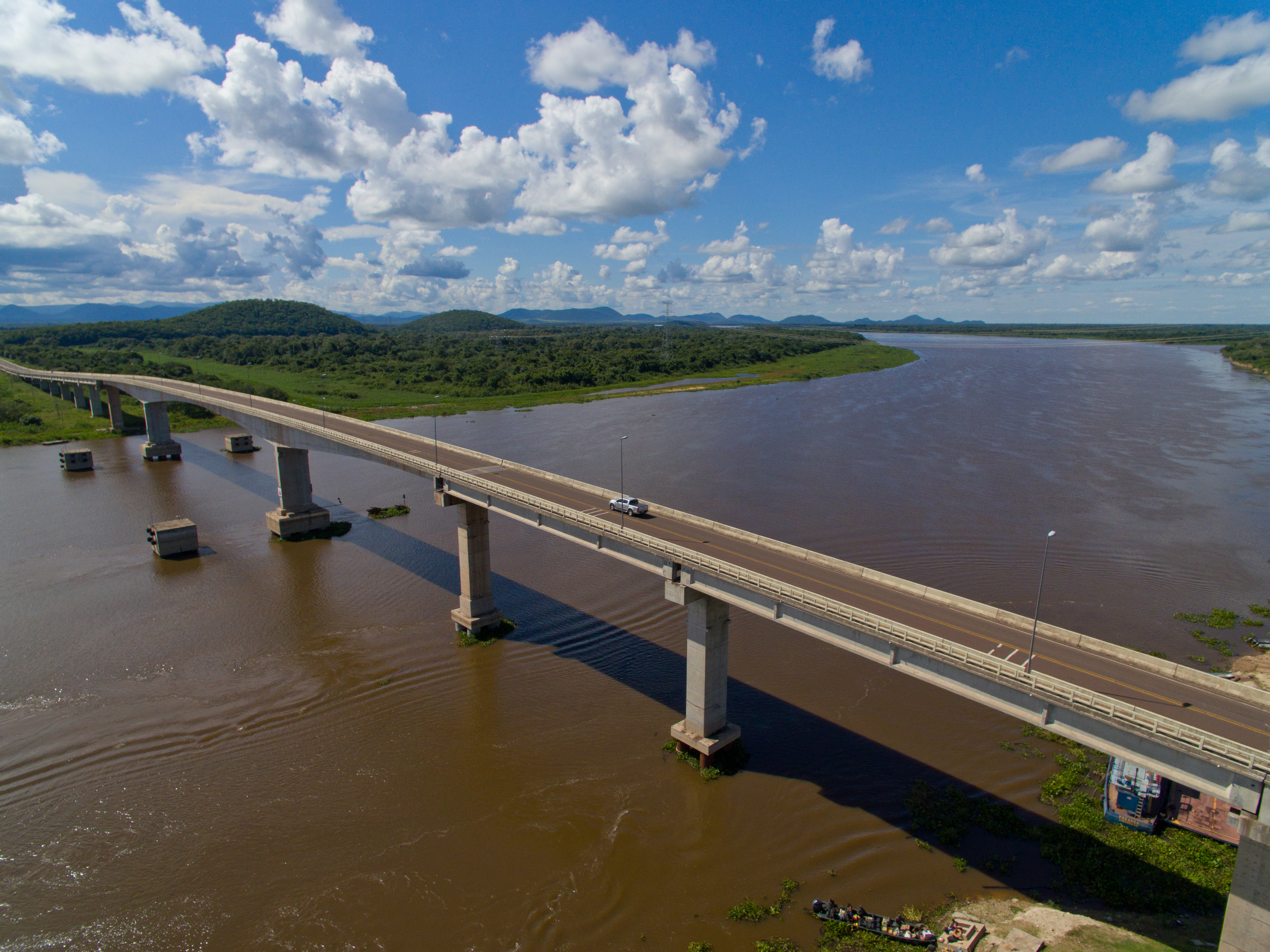
Ponte Poeta Manoel de Barros travessando o Rio Paraguai no BR-262.

Em MS a BR-262 cruza a cidade de Três Lagoas, divisa com o estado de SP até Campo Grande, no entroncamento das rodovias BR-060 e BR-262, e prossegue por esta última com direção oeste até o acesso a Aquidauana, por 136 km. Daí segue margeando o Pantanal por 69 km até Miranda. O trecho de Miranda até a travessia do rio Paraguai tem 148 km, atravessando o Pantanal. Na travessia do rio Paraguai há uma ponte de cerca de 2 km com um pedágio, que termina em Porto Morrinho. A partir deste ponto, a rodovia toma a direção norte por cerca de 60 km até o Anel Viário de Corumbá, seguindo a partir daí até a fronteira com a Bolívia. O percurso também é feito através do Pantanal mas com leito já consolidado. Esta rodovia significou a inclusão de Corumbá nas escalas estadual e federal. O asfaltamento da rodovia se deu em duas etapas: a primeira fase ocorreu em 1986 com o asfaltamento da rodovia e ficando excluídos 23 km relativos à construção da ponte sobre o rio Paraguai em Porto Morrinho. Antes da ponte, a travessia dos carros, ônibus e caminhões era feita por balsas e demorava em média 40 minutos, quando não havia problemas climáticos ou mecânicos. A segunda fase se deu após a construção da ponte, a qual levou mais de cinco anos para ser concluída, entre 1996 e 2001. A partir daí o acesso a Corumbá melhorou, apesar de continuar enfrentando os mesmos problemas de manutenção das estradas precárias em razão do excesso de carga dos caminhões. Esta rodovia apresenta impactos ambientais por conta da imprudência dos motoristas, que atropelam impunemente animais silvestres da região, além de deixarem lixos pela rodovia. O trecho Aquidauana-Corumbá está recebendo investimentos para ser a primeira rodovia ecologicamente correta do Brasil.
Estrada Corumbá-Ladário
Estrada que liga Corumbá com a cidade de Ladário. Com cerca de 4,2 km de pista dupla que começa no início da Avenida Rio Branco, em Corumbá, e termina no Sexto Distrito Naval, em Ladário, a via é a principal ligação entre os dois municípios.
Estrada Parque Pantanal
Estrada com finalidade meramente turística, com 120 Km e 87 pontes de madeira, onde é possível ver aves, mamíferos e jacarés.
Brasil-Bolívia (BOL 4)
Corumbá é interligada no território boliviano pela rodovia BOL-04. O trecho entre Corumbá e Santa Cruz de la Sierra tem 659 km e acabou de ser asfaltado, inclusive com empréstimo do BNDES. A principal cidade atravessada é San José de Chiquitos. A partir de Santa Cruz existem rodovias pavimentadas até o Pacífico. O melhor corredor sai de Santa Cruz com rumo norte até Guabirá, num percurso de 60 km. Em Guabirá entronca-se com o corredor Brasília - Cuiabá – Bolívia – Pacífico.
Projetos inacabados
- Transpantaneira: projeto inacabado que ligaria Corumbá à Cuiabá. Oficialmente batizada de MT-060, a Estrada Transpantaneira tinha o propósito de ligar os dois estados cruzando a planície pantaneira. O início de sua construção atingiu Poconé chegando somente até a localidade de Porto Jofre, ainda no lado mato-grossense. Nesse trecho, somam-se 147 quilômetros. Há planos para a conclusão desta rodovia, que integra um corredor de ligação de Corumbá em direção à Amazônia, especialmente Rondônia, Acre e Pará.[6]
- Estrada Forte Coimbra: outro projeto inacabado que ligaria a BR-262 ao distrito de Forte Coimbra. Não há previsão para a sua finalização.

### Passageiros
Ônibus

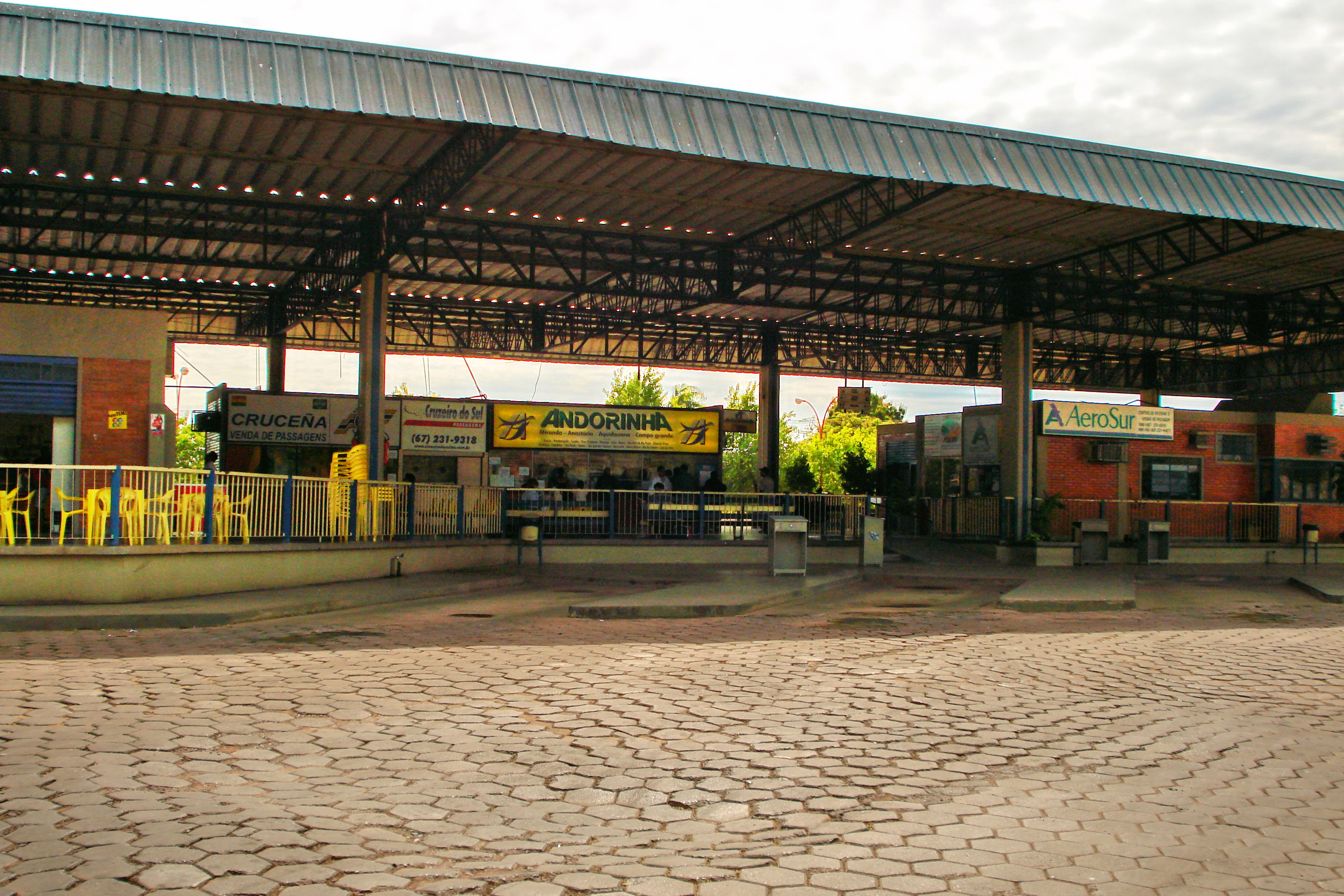
Terminal Rodoviário de Corumbá.

Em Corumbá há um terminal rodoviário de passageiros situado no Centro da cidade que liga a cidade com variados centros urbanos do estado, da região e do resto do país e registra um grande fluxo de passageiros para outras cidades, especialmente em datas comemorativas. Este terminal foi reformado em 2013, sendo a primeira reforma realizada após a sua inauguração em 1988. As empresas que operam no terminal são a Empresa de Transportes Andorinha e Viação Cruzeiro do Sul, além de empresas que tem o terminal como ponto de passagem como Autobuses Cruceña e La Preferida.
Táxi boliviano
Para transporte fronteiriço há ainda os taxis bolivianos, que é outra opção de meio de transporte composta por veículos brancos, geralmente mal-cuidados, que possui taxas de preço muito baixas. É muito requisitado especialmente para quem necessita se deslocar até a Bolívia, pois não há linhas de ônibus urbanos para atender a população além da fronteira.

### Carga
Na rodovia BR-262 se encontra o Porto Seco de Corumbá.

### Corredor bioceânico
Estrategicamente Corumbá está localizada no extremo Oeste de Mato Grosso do Sul, dispõe de eixos viários que permitem inserir o espaço geográfico, podendo integrar uma rede de influência com os países da América do Sul, chegando até o oceano Pacífico, por um lado, e até o oceano Atlântico, por outro. Chamamos a atenção para o fato de que o transporte de mercadorias por containers reforça a viabilidade destes corredores.
Corumbá se integra com vistas aos portos do Oceano Atlântico e Pacífico através de dois eixos de integração:

#### Eixo de integração continental para o Atlântico
No fim da primeira metade do século XIX, foi concedida autorização para a livre navegação na rede do rio Paraguai e seus afluentes, possibilitando o contato interno com a fronteira sul regional, através dos rios Apa, Aquidauana, Taquari e Miranda, através da via fluvial platina, proporcionando a comunicação fluvial e o intercâmbio de mercadorias entre os países da bacia platina (Argentina, Paraguai e Uruguai). Em razão dessa comunicação, Corumbá se integrou aos portos do Oceano Atlântico.
Este sistema viário vem sendo muito utilizado, permitindo o acesso até países da Europa, pois existe relação comercial de Mato Grosso do Sul com o bloco regional da União Europeia (UE), favorecendo também a integração fluvial do Brasil pelo rio Paraguai até a Argentina e Uruguai. Schabib Hanny aponta como se processa esta conectividade com a Bacia do Prata: … o sistema fluvial da Bacia do Prata (rio Paraguai), que está conectado ao porto de Buenos Aires através de Corumbá (Mato Grosso do Sul), no Brasil, tem uma extensão total de 2.771 km, dos quais apenas 48 km estão em território boliviano (Puerto Quijarro). A Bolívia usa atualmente o terminal portuário intermodal de Ladário (Mato Grosso do Sul), no Brasil, para o embarque de minérios e produtos agropecuários do Norte de Santa Cruz para exportação.
Apesar disso, os produtos brasileiros oriundos da região fronteiriça do Brasil, atualmente exportados pelos portos do Atlântico, estão com a sua competitividade ameaçada. Além dos longos percursos rodoviários, a má conservação das estradas está causando o encarecimento dos fretes. Por outro lado, as tarifas portuárias em Santos e em outros portos do litoral brasileiro são consideradas muito altas para padrões mundiais, além do congestionamento verificado.

#### Eixo de integração continental para o Pacífico
O Brasil vem incrementando o seu comércio exterior com os países do Oriente, mas necessita cada vez mais de saídas rodoviárias para o Oceano Pacífico, em estradas pavimentadas e confiáveis, de molde a baratear os fretes globais. Os mercados do Pacífico, em especial os do Japão, China e os dos Tigres Asiáticos (Coreia do Sul, Taiwan e Cingapura), vêm crescendo progressivamente, especialmente o da China. Por outro lado, a produção de grãos nas regiões Centro-Oeste e Norte vem crescendo ano após ano em proporções surpreendentes. O eixo de acesso ao oceano Pacífico se concretizou depois da implantação da ferrovia que liga o Brasil à Bolívia, na década de 1950 e favorece a integração do Brasil com dois países andinos (Bolívia e Chile), utilizando acesso terrestre do Brasil (Corumbá) ao porto de Arica, localizado na cidade de mesmo nome, no Chile. A integração é possível por via terrestre, pela Bolívia, utilizando sistema ferroviário ou rodoviário, e no Chile (a comunicação se dá por sistema rodoviário, com os quais pode se manter acordos que promovam a integração social, cultural, econômica e política). O trecho rodoviário Campo Grande – Corumbá – Santa Cruz possui 1.090 km. Por outro lado, a extensão de ferrovia para cobrir o mesmo trecho é de 1.114 km. O percurso rodoviário equivalente ao ferroviário (em termos de custo de transporte) é de 1.114 x 0,514 = 573 km. Assim sendo, pode-se considerar que, usando-se a ferrovia em vez da rodovia neste trecho, teremos uma economia teórica de: 1.090 – 573 km = 517 km. Esta extensão deverá ser abatida das extensões apontadas no item B1 acima.
Entre os produtos a serem exportados da região de influência dos corredores para o Pacífico aqui estudados, abrangendo os Estados (ou parte deles) de Mato Grosso, Mato Grosso do Sul, Rondônia, Amazonas e Acre, podemos citar: Produtos Agrícolas com ou sem beneficiamento (soja, milho, arroz, açúcar, cacau, café, frutas, etc.), Produção extrativista vegetal (madeira beneficiada, borracha, castanha, etc.), Carne frigorificada (de boi e de frango) e Produtos industrializados.
As saídas para o Pacífico possuem uma característica única, que as diferenciam das demais. Elas são de molde a proporcionar uma reversão de expectativas em toda a região fronteiriça brasileira situada dentro das suas regiões de influência. Em outras palavras, colocam em situação mais privilegiada em termos de desenvolvimento potencial as regiões mais afastadas dos grandes centros colonizados, tendo em vista que quanto mais afastadas, mais próximas estarão dos portos oceânicos no Pacífico. Saídas rodoviárias para os portos do Pacífico através da Bolívia, permitiriam economizar percurso a partir de zonas produtoras, diminuir os tempos totais de viagem dos produtos, além de promoverem o intercâmbio regional com os países vizinhos, possibilitando o tráfego de mercadorias e passageiros. Sem uma infra-estrutura adequada que garanta o transporte internacional e sem energia para as agro-indústrias se estabelecerem, os acordos comerciais regionais terão muita dificuldade para prosperar.
Sem adequadas saídas para o Pacífico, o Brasil perde valiosas rotas para participar deste comércio crescente. Além disto, estas saídas facilitariam também o intercâmbio com a costa oeste dos EUA, bem como impulsionariam o comércio regional na América do Sul.

## Transporte Urbano
A maioria dos motoristas que precisam enfrentar o corre-corre todos os dias em Corumbá, seja de carro ou ônibus, ainda não enfrenta sinais de saturação e nos horários de pico, sendo que os engarrafamentos ainda inexistem, mesmo que essas vias foram projetadas e não passaram por mudanças em contrapartida ao crescimento da frota, sendo que todos querem fazer o trajeto que faziam antes gastando menos tempo. Apesar de a frota corumbaense ter aumentado razoavelmente nos últimos anos, ainda não influem o fluxo de trânsito, pois a cidade possui ruas e avenidas largas. De acordo com a prefeitura, as vias de mais movimento em Corumbá são a Dom Aquino, Frei Mariano, Cabral e Rio Branco.

### Fiscalização
Corumbá possui um órgão fiscalizador municipal: a AGETRAT. É ela que gerencia os serviços urbanos, a quem cabe planejar, fiscalizar, promover estudos para adequação do sistema de transporte (ônibus, micro-onibus, táxi e moto-táxi e as condições de regularidade, continuidade, eficiência, segurança, atualidade, generalidade, cortesia e modicidade das tarifas dos mesmos) e melhoria viária.

### Artérias urbanas

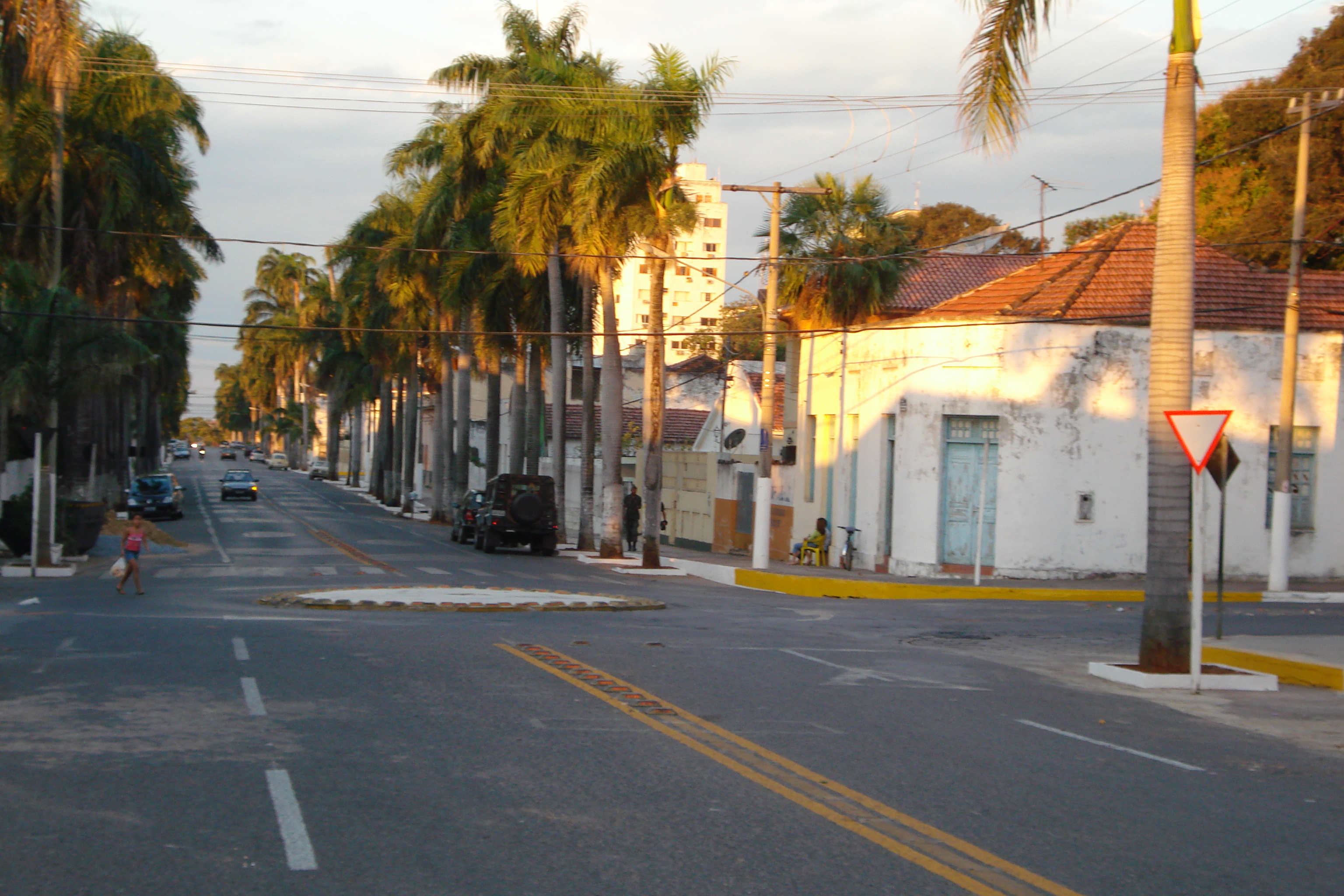
Avenida General Rondon

Possui atualmente cerca de 600 logradouros, entre ruas e avenidas, sendo a maioria de suas vias públicas asfaltadas. Abaixo a relação das principais vias arteriais de Corumbá e Ladário:
| Nome                            | Tipo    | Extensão |
| ------------------------------- | ------- | -------- |
| 21 de setembro                  | rua     | 4,9 km   |
| Albuquerque Roque               | rua     | 2 km     |
| América                         | rua     | 2,7 km   |
| Anel Viário                     | estrada | 13 km    |
| Antônio João                    | rua     | 1,7 km   |
| Ciriaco de Toledo               | rua     | 5,2 km   |
| Delamare                        | rua     | 3 km     |
| Dom Aquino                      | rua     | 3,6 km   |
| Dom Pedro II                    | rua     | 2,4 km   |
| Edu Rocha                       | rua     | 3,8 km   |
| Gaturama                        | avenida | 2,5 km   |
| General Rondon                  | avenida | 1,4 km   |
| José Orcírio Miranda dos Santos | avenida | 1,6 km   |
| Major Gama                      | rua     | 3,1 km   |
| Nossa Senhora da Candelária     | avenida | 1,4 km   |
| Paraná                          | rua     | 3,2 km   |
| Porto Carrero                   | rua     | 2,2 km   |
| Ricardo Franco                  | rua     | 0,5 km   |
| Rio Branco                      | avenida | 3 km     |
| Rio Grande do Norte             | rua     | 1,8 km   |
| Rodovia Ramon Gomez             | estrada | 4,2 km   |

### Transporte de passageiros
Formado por opções de transporte coletivo e seletivo. Mais informações sobre os meios de transporte urbanos abaixo.
Coletivo
Formado pelo transporte de massa (ônibus e moto-táxi), sendo a modalidade que atende a maior parte da população corumbaense.
Ônibus

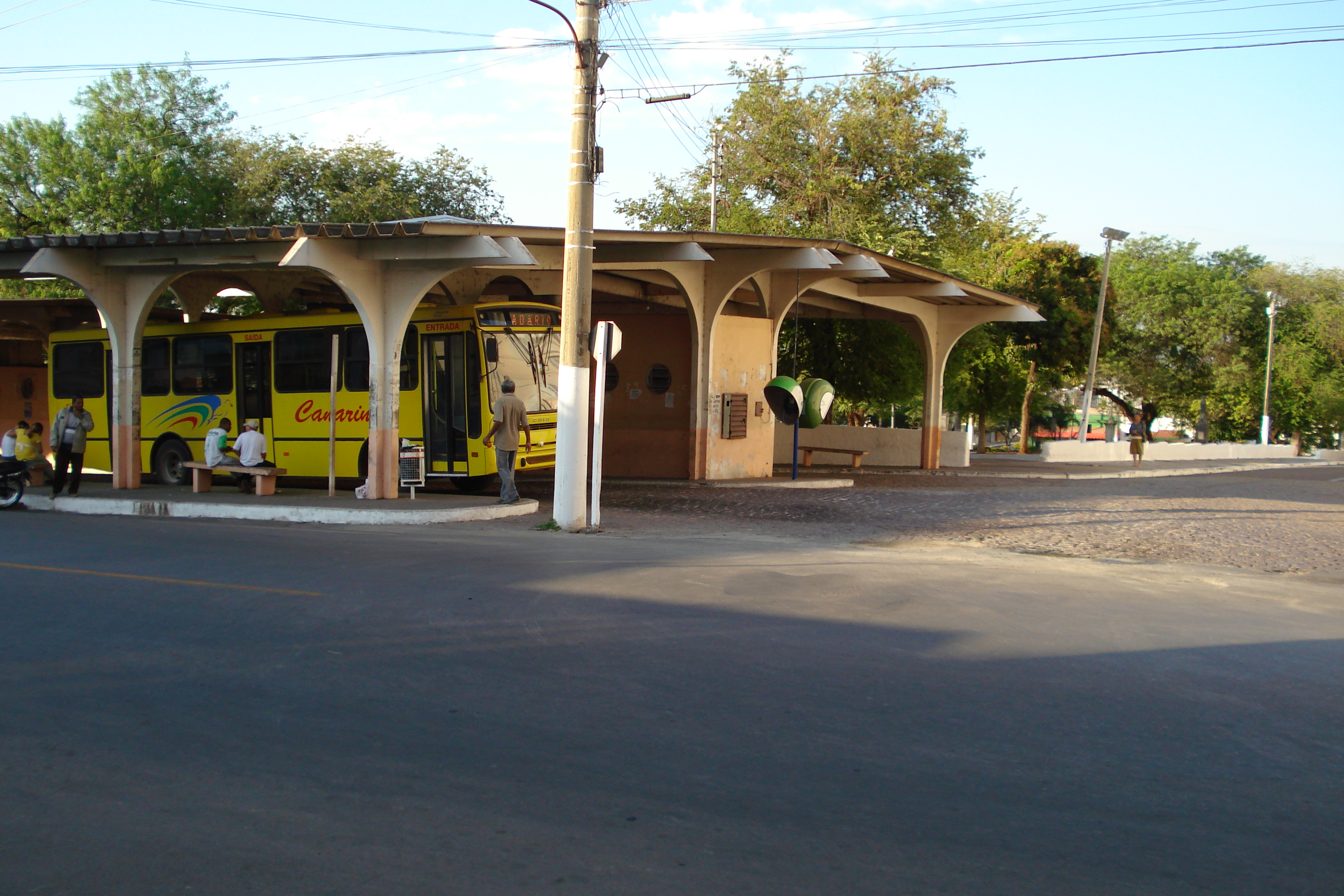
Praça da República e terminal de transbordo, um dos dois terminais centrais da cidade.

O sistema de transporte urbano de Corumbá é integrado e com linhas circulares, onde o passageiro paga apenas uma passagem para utilizar itinerários distintos, tendo como ponto de referência os terminais de transbordo na região central da cidade. Com 2 terminais centrais de integração, as linhas que servem a cidade totalizam 8, sendo distribuidos em 7 linhas urbanas e 1 interurbana. A Viação Canarinho é a única concessionária do serviço de transporte urbano no município. Também é ela que faz a linha interurbana que liga Corumbá à Ladário. Apesar disso, a exploração do serviço vem sendo exercida precariamente desde janeiro de 2007, por expiração de prazo contratual de concessão que se iniciou em 1º de janeiro de 1996. Em consequência disso, dos 20 veículos da frota, 12 estão parados por falta de manutenção e peças. Por esse motivo houve por parte da prefeitura um intervenção pública contra a empresa que não estava honrando com seus compromissos há algum tempo, situação que deve durar cerc a de 120 dias.. 
Moto-táxis
Essa modalidade de transporte faz um estrondoso sucesso na cidade. Muito requisitado especialmente de madrugada, quando os ônibus urbanos deixam de circular. Totalizam cerca de 400 mototaxistas cadastrados que atendem toda a zona urbana de Corumbá.
Seletivo
Formada apenas pelos táxis, trata-se de uma opção de transporte mais exclusiva disponível à população, pois possui um preço mais elevado. Igual ao moto-táxi, também é muito requisitado especialmente de madrugada, quando a cidade carece de opção de ônibus urbanos para atender a população. Atualmente, Corumbá conta com frota de 92 veículos licenciados, sendo 89 deles em operação, distribuidos em 12 pontos de táxi, sendo um fronteiriço.

## Transporte ferroviário

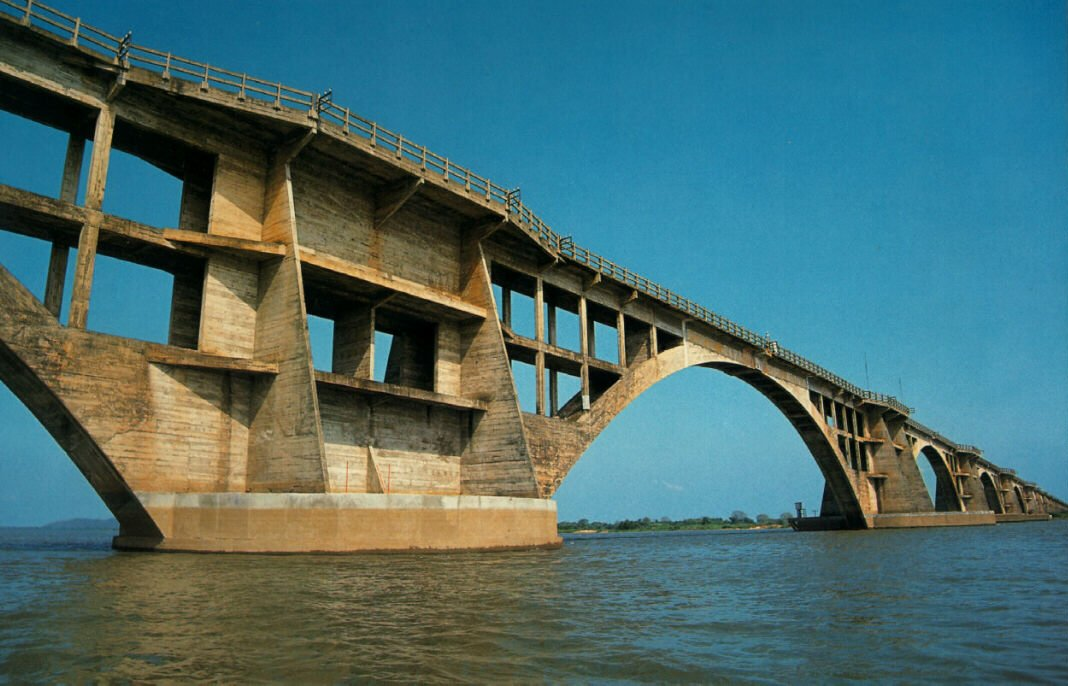
Ponte Rio Branco (pertencente à Novoeste) em Corumbá sobre o Rio Paraguai.

Com bitola de 1,00 m de largura (bitola estreita) e distância por ferrovia entre Bauru e Corumbá é de 1.299 km (sendo 459 km a partir de Campo Grande), esse trecho se chamava Estrada de Ferro Noroeste do Brasil (NOB) e pertencia a Rede Ferroviária Federal (RFFSA), sendo construída há mais de meio século e o seu eixo viário permite o acesso à Bolívia, Peru e Chile. A abertura de frentes pioneiras com a construção de ferrovias formam conquistas e avanços nas terras indígenas, mas também acaba causando graves problemas sociais, como a desterritorialização, marginalização e empobrecimento dos nativos, que se deslocam para as periferias das cidades.
A partir de 10 de março de 1992, a Noroeste do Brasil entrou no Programa Nacional de Desestatização - PND, dando início ao plano de desestatização do Governo Collor. A partir daí as viagens começaram a ficar mais escassas, sendo a linha suspensa temporariamente e reativada em alguns momentos, sendo um deles em dezembro de 1994. Mas, somente no 1º trimestre de 1995, já no governo FHC, o Congresso aprovou a lei de concessão de serviços públicos.
A abertura da economia, a inserção do Brasil no mercado internacional, a necessidade de alternativas racionais ao transporte de cargas e passageiros, rodoviário e aéreo, e a enorme potencialidade do setor de transportes concorreram para a privatização da Rede Ferroviária Federal S/A - RFFSA em 1996. Em maio do mesmo ano, no início do governo Fernando Henrique Cardoso, o transporte de passageiros foi suspenso em todo o estado de Mato Grosso do Sul e a ferrovia ficou comprometida com a privatização da Rede Ferroviária Federal, quando o grupo norte-americano Noel Group, sócio majoritário da Empresa Novoeste S/A (grupo de gestao corrupta e fraudulenta que abandonou essa malha) assumiu a concessão do trecho Bauru – Corumbá e a abandonou, a ponto de a falta de manutenção da ferrovia ter prejudicado o transporte da produção agrícola de Mato Grosso do Sul e da Bolívia, funcionando de forma precária e restringindo-se quase exclusivamente ao transporte de combustível. Pelo processo de privatização da Rede Ferroviária Federal, a ferrovia foi a primeira a ser vendida como "Malha Oeste". A partir de então, seu contrato de concessão compreenderia apenas o serviço de cargas. Em 2006 a Novoeste foi vendida à ALL, sua gestora atual.
Entre Corumbá e Santa Cruz encontra-se em operação uma ferrovia do sistema ferroviário boliviano, a Red Oriental, (antiga Estrada de Ferro Brasil – Bolívia), com 643 km e bitola de 1,00 m, também privatizada recentemente. Segundo informações, não há tráfego mútuo entre estas 2 ferrovias que encontram-se em Corumbá. É necessário fazer-se o transbordo das mercadorias de um trem para o outro, com passagem pela alfândega.

### Passageiros
Antigo Trem do Pantanal, este meio de transporte já funcionou conduzindo passageiros com a função de turismo ou de comércio de exportação, partindo de São Paulo a Bauru, de Bauru a Corumbá e de Corumbá à Bolívia, percorrendo 1.618 km em território brasileiro. Depois de mais de 10 anos desativada, a linha de passageiros foi reativada em maio de 2009 pelo governo estadual e federal, mas apenas o trecho Campo Grande-Miranda (quatro anos depois campo Grande é excluída do trajeto, sendo apenas o trecho Aquidauana-Miranda o trecho operacionalizado). Faz parte das metas do governo estadual e federal reativar a linha para passageiros do trecho Miranda-Corumbá, o que pode ocorrer antes de 2020.

### Carga
Atualmente a ALL administra a ferrovia (adquirida da Novoeste em 2006), transportando anualmente mais de 2 milhões de toneladas de mercadorias tais como: minério de ferro, minério de manganês, soja, cimento, derivados de petróleo, combustíveis, produtos siderúrgicos dentre outros. Este elemento articula os vetores sócio-econômicos, e através dela ocorre a integração de novos países ao bloco regional Mercosul.

## Transporte aéreo

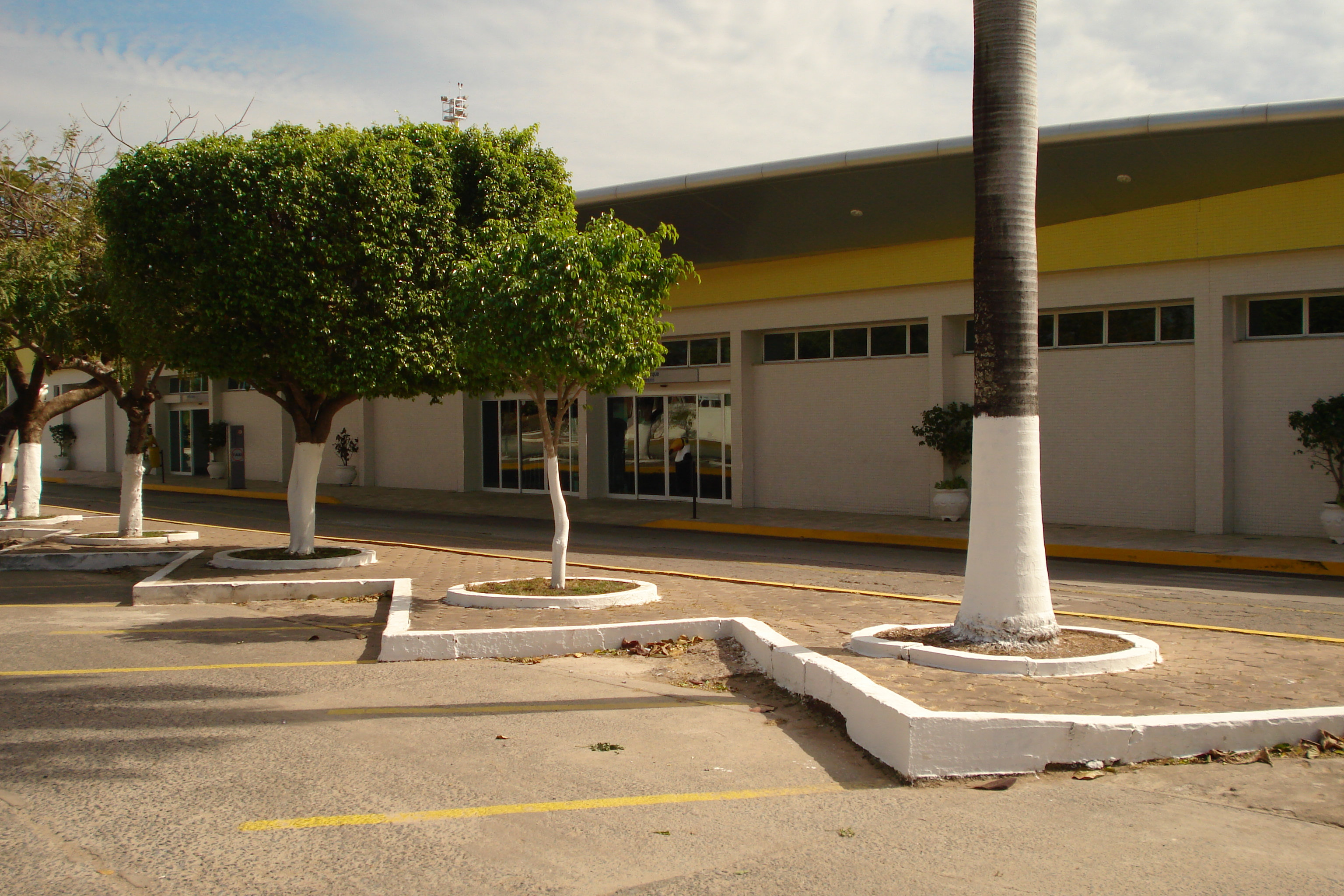
Saguão do Aeroporto Internacional de Corumbá

No município há um complexo aeroportuário, o Aeroporto Internacional de Corumbá, que está situado a três quilômetros do centro da cidade. O aeroporto localiza-se na região oeste da cidade, na rua Santos Dumont, no bairro de mesmo nome. Fundado em 1937, o aeroporto é administrado pela Infraero desde fevereiro de 1975. Em 2013 recebeu uma média de quase 40 mil passageiros com capacidade de cerca de 240 mil passageiros por ano.

## Transporte hidroviário
O Rio Paraguai integra Corumbá com os países vizinhos Paraguai e Argentina, e com Mato Grosso pelo porto de Cáceres. Os principais produtos transportados no rio são: minérios de ferro e de manganês, cimento, madeira, derivados de petróleo e gado em pé. No ano de 1999, essa hidrovia começou a transportar açúcar, partindo de Porto Murtinho.

### Navegação
A região de Corumbá apresenta as melhores condições de navegabilidade, especialmente a partir de Porto Murtinho, possuindo também um bom calado (acima de 2,00 m) para comboios de chatas no rumo sul até o rio da Prata, passando por Porto Murtinho, MS e Assunção, Paraguai.
A cidade de Corumbá dispõe de um porto fluvial de cargas.
Mitos e fatos da Hidrovia Paraguai-Paraná
Concebido nos anos 80 como um megaprojeto com impactos ambientais, econômicos e sociais incalculáveis, foi bastante questionado por diferentes setores da sociedade, e com isso acabou arquivado. Atualmente se constitui em um conjunto de obras de intervenção pontuais, em diversos pontos dos leitos dos rios Paraguai e Paraná, pretendendo a adoção de um sistema de navegação sem interrupção o ano todo. O projeto segue polêmico no ponto de vista socioeconômicos e ambientais, pois não foi feita previamente a avaliação dos impactos socioambientais, como determina a legislação ambiental brasileira. Há muita polêmica e muitos interesses conflitantes e, sobretudo a sociedade, diretamente atingida, desconhece ou ignora a magnitude das consequências de sua implantação. As obras atualmente se encontram embargadas pela Justiça Federal, por iniciativa da Promotoria de Justiça do Meio Ambiente de Mato Grosso.
Trata-se de uma hidrovia que articula Corumbá e os países limítrofes com o Uruguai, no porto de Nueva Palmira, totalizando 3.442 km de extensão, a partir do porto de Cáceres (MT), constituindo importante corredor de comércio exterior com os países do Mercosul. As extensões dessa hidrovia desde o porto de Nueva Palmira até os portos de Corumbá e Ladário são de 2.770 km. No Brasil essa hidrovia possui 1.298 km, de Cáceres até a foz do Rio Apa. De Corumbá em direção a Cáceres a navegação sofre inúmeras restrições.